# Gümmenen
Gümmenen (französisch Gumine) ist ein Dorf in der politischen Gemeinde Mühleberg im Schweizer Kanton Bern.

## Geographie
Gümmenen liegt 1,7 km südwestlich von Mühleberg auf 476 m ü. M. am rechten Ufer der Saane. Die Saane bildet gleichzeitig die Gemeindegrenze zwischen Mühleberg und der Nachbargemeinde Ferenbalm.

## Geschichte

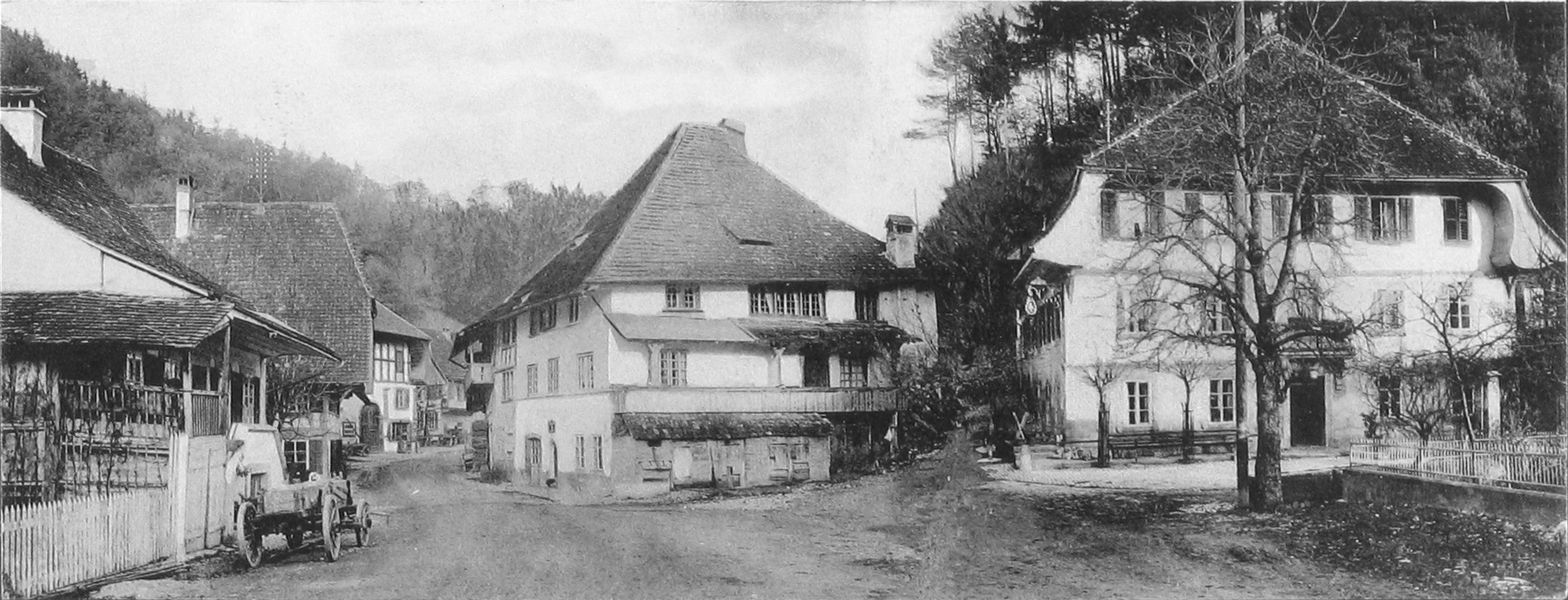
Dorfansicht von Gümmenen vor 1920. Rechts der alte Gasthof «Kreuz», ganz links das frühere Zollhaus.

Gümmenen (historischer Name um 1259 Contamina) hatte seit dem 13. Jahrhundert eine besondere Stellung mit seiner Brücke über die Saane. Eine erste Brücke wurde um 1450 gebaut. Da Gümmenen Grenzort zwischen den bernischen und freiburgischen Gebieten war, stand am Saaneübergang ein Zoll- und Wachthaus.
1331–33 fand hier der Gümmenenkrieg zwischen Bern und Freiburg statt. Die Spannungen zwischen beiden Städten nahmen zu, nachdem Bern 1310 Laupen und Freiburg 1317 Gümmenen erworben hatten und ihre Herrschaft auf die jeweils andere Seite der Saane resp. der Sense ausdehnten. Bern, mit Solothurn verbündet, zerstörte Burg und Stadt samt Bauerndorf Mauss 1331. Frieden schloss man 1333, vermittelt durch Königin Agnes von Ungarn. Gümmenen blieb bei Freiburg; Bern erhielt dafür im oberen Aaretal freie Hand.

## Verkehr

Bahnhof Gümmenen, 8. September 1962

Gesicherte Handelswege durch Gümmenen sind seit dem 13. Jahrhundert belegt. Der ersten Brücke aus der Mitte des 15. Jahrhunderts folgte die noch heute bestehende Holzbrücke von 1739, 1959 wurde die Betonbrücke gebaut.
Am 1. Juli 1901 eröffnete die Bern-Neuenburg-Bahn ihre Strecke über Gümmenen. Bis 1993 war Gümmenen noch durch die Sensetalbahn mit Laupen und Flamatt verbunden. Heute besteht neben dem Bahnanschluss der BLS eine Busverbindung der Freiburgischen Verkehrsbetriebe nach Murten. Der Bahnhof Gümmenen befindet sich im Ortsteil Kleingümmenen, der sich interessanterweise auf dem Gemeindegebiet von Ferenbalm, am linken Ufer der Saane, befindet. Die TGV-Linie Paris–Bern führte bis 2013 ebenfalls über Gümmenen, beziehungsweise eben Kleingümmenen.
Die Bahnlinie quert südlich von Gümmenen auf einem 500 m langen, geschwungenen Damm und dem anschliessenden Saaneviadukt die Saane. Das an den Damm anschliessende Viadukt hat westlich 22 Bögen aus Mauerwerk, die Saane wird mit einer 65 m langen Fachwerkbrücke überquert, östlich schliessen sich nochmals 5 Bögen aus Mauerwerk an. Das Viadukt ist gesamthaft 400 m lang. Seit 2018 werden der Damm und die Brückenbauwerke im Zusammenhang mit dem zweispurigen Ausbau der darüber führenden Bahnstrecke Bern–Neuenburg (siehe auch neuer Rosshäuserntunnel) verbreitert. Die Fachwerkbrücke wird durch eine breitere, zwei Gleise aufnehmende Fahrbahn ersetzt, während der Viadukt saniert wird und ebenfalls einen doppelt breiten  Gleistrog erhält. Die neue Brücke wurde im Sommer 2020 eingebaut, das Projekt 2021 abgeschlossen.

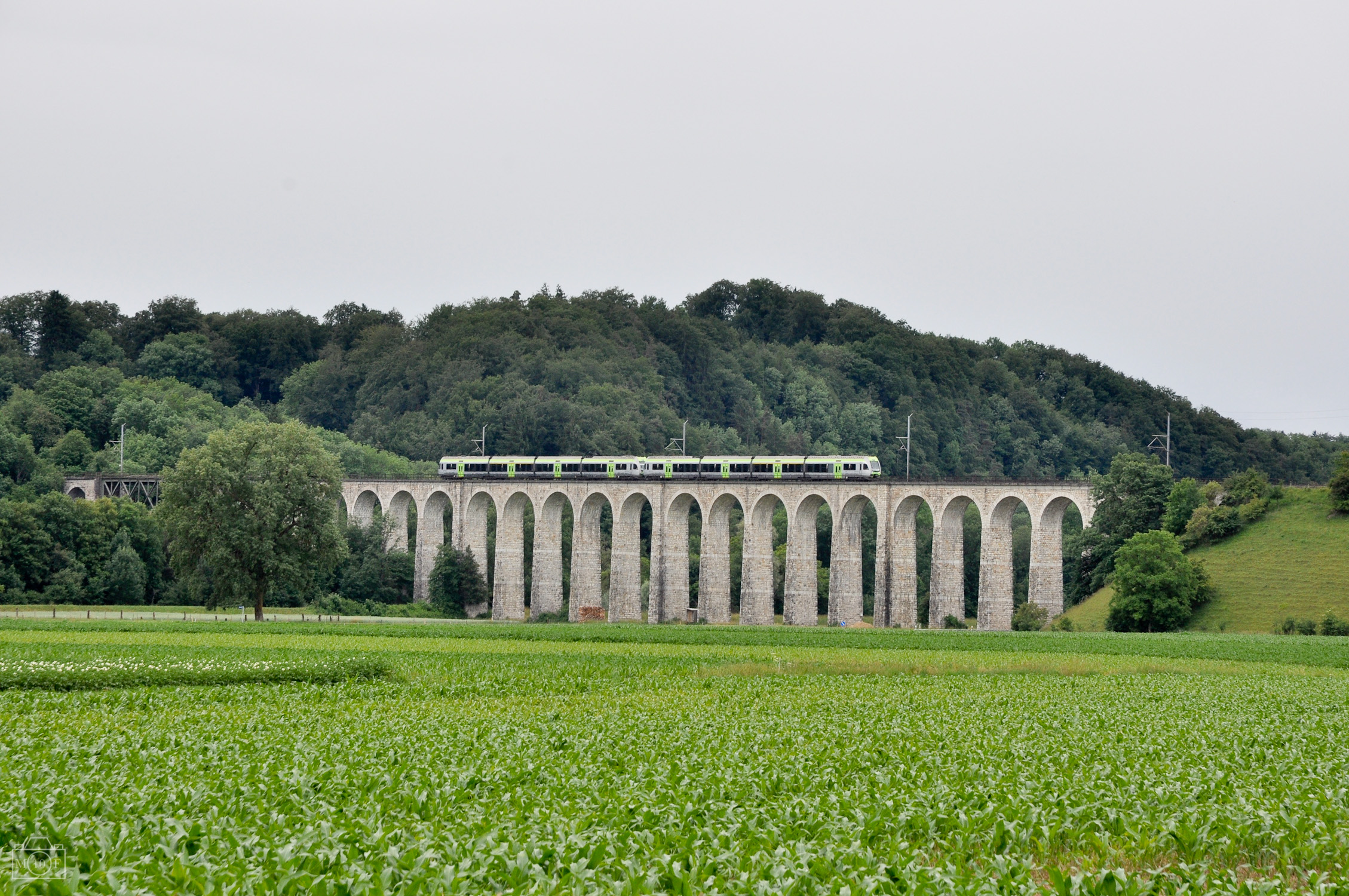
Gümmenenviadukt, von Norden aus gesehen  – Damm rechts, Viadukt und Fachwerkbrücke links
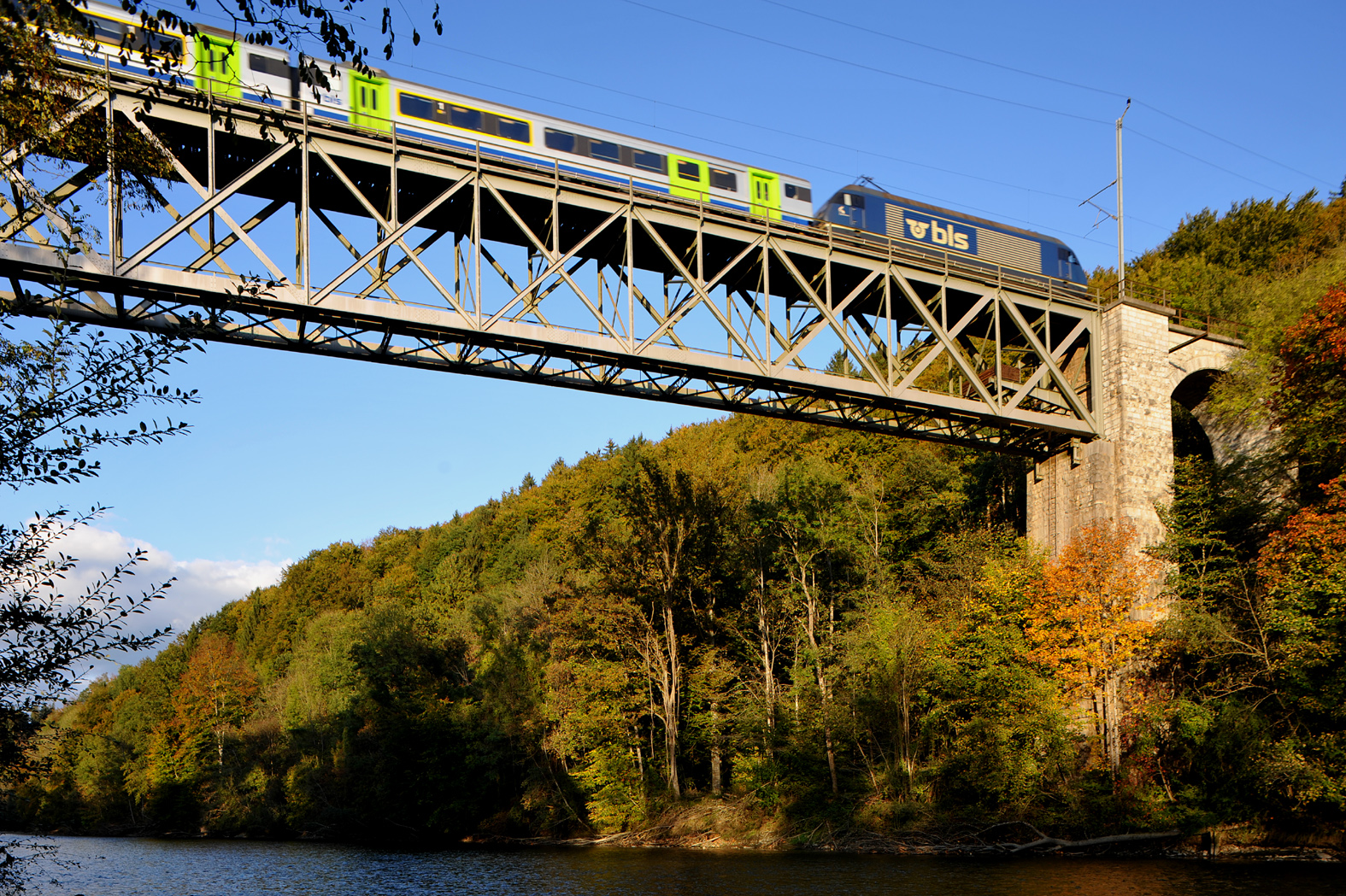
Gümmenenviadukt – Fachwerkbrücke über die Saane, von Süden aus (in Fliessrichtung) gesehen
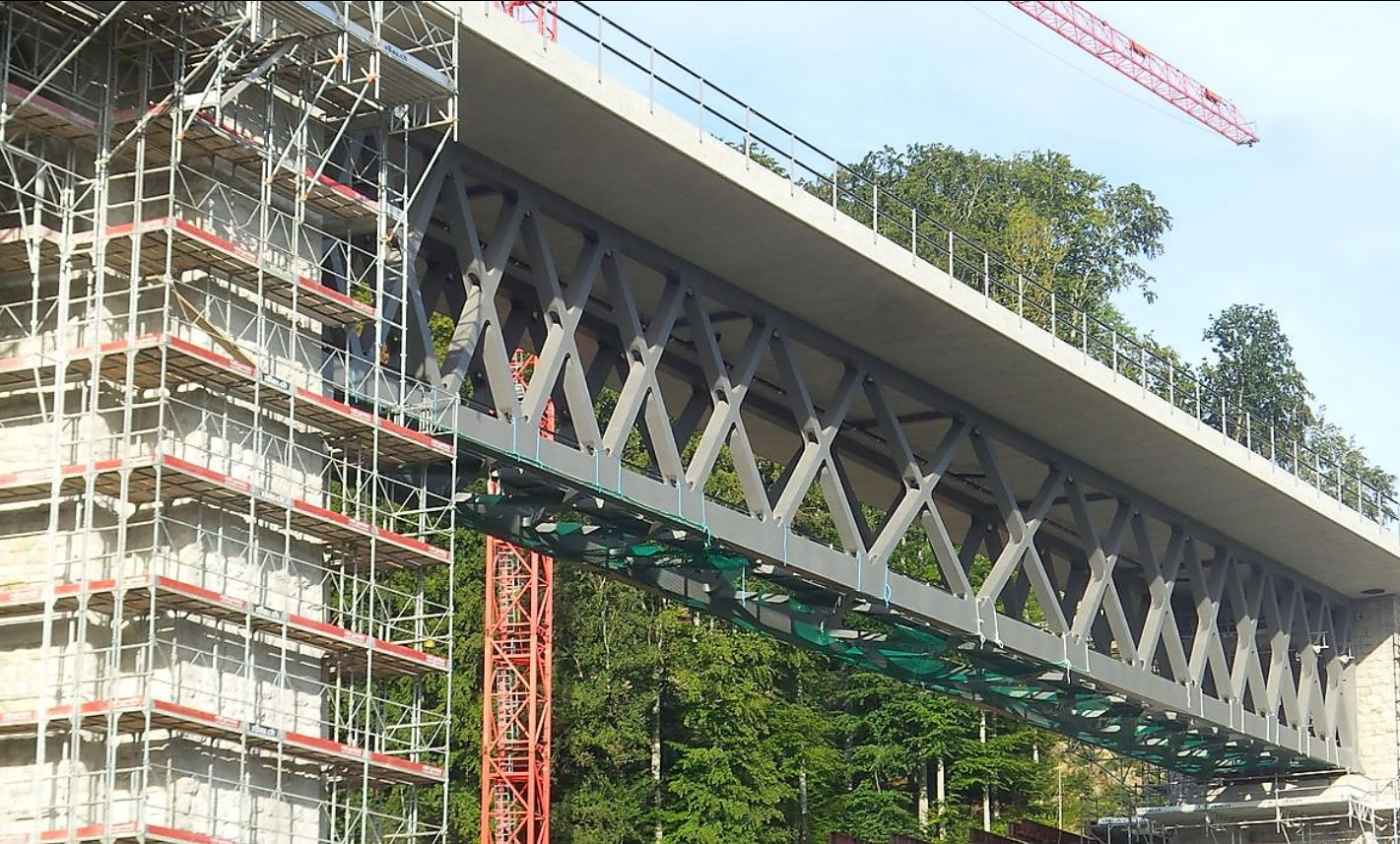
Neue, zweispurige Fachwerkbrücke; Sanierung der Bogenbrücken noch in Arbeit (Juli 2020)
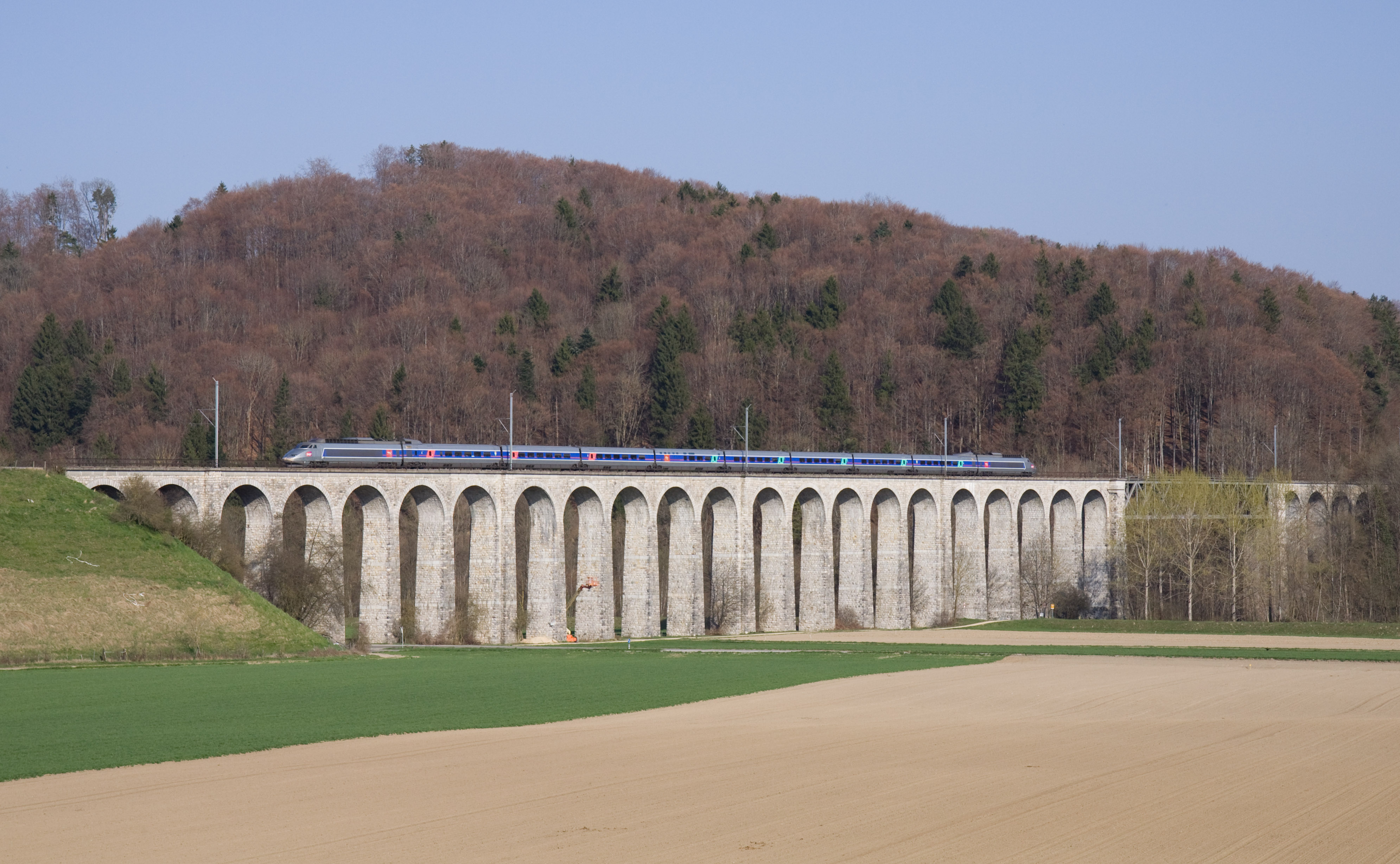
Gümmenenviadukt – Viadukt mit Brücke rechts, von Süden aus gesehen